# Kostrzyn nad Odrą
Kostrzyn nad Odrą (njem.: Küstrin) je grad od 18.070 stanovnika  u Lubuskom vojvodstvu.
Današnji Kostrzyn je potpuno novi grad izgrađen nakon Drugog svjetskog rata na ruševinama bivšeg pruskog Küstrina, koji su uništile jedinice Crvene armije u svom napredovanju prema Berlinu, zbog čega ga nazivaju poljskom Hirošimom.